# Крестный ход в Курской губернии
«Кре́стный ход в Ку́рской губе́рнии» — картина русского художника Ильи Репина (1844—1930), написанная в 1880—1883 годах. Хранится в Государственной Третьяковской галерее в Москве (инв. 738). Размер картины — 178 × 285,4 см (по другим данным, 178 × 285,5 см). На картине изображён крестный ход в честь Курской Коренной иконы Божией Матери, совершаемый ежегодно в 9-ю пятницу по Пасхе и идущий из Курского Знаменского монастыря в Коренную пустынь.
Сюжет будущей картины, изображающей крестный ход, зародился у Репина в 1876—1877 годах, во время поездки в его родной город Чугуев. Самый ранний эскиз, связанный с этой темой, датируется 1877 годом. Непосредственная работа над полотном «Крестный ход в Курской губернии» была начата в 1880 году в Москве. Картина была представлена на 11-й выставке Товарищества передвижных художественных выставок («передвижников»), открывшейся в Санкт-Петербурге в марте 1883 года. Мнения критиков разделились — в частности, Владимир Стасов считал картину «одним из лучших торжеств современного искусства», а Дмитрий Стахеев называл полотно «сценой из нашей больной русской жизни», содержащей «неумелую ложь» и «несправедливое обличение». В том же 1883 году полотно «Крестный ход в Курской губернии» было приобретено у автора Павлом Третьяковым.
Художник и искусствовед Игорь Грабарь писал, что «Крестный ход в Курской губернии» — «наиболее зрелое и удавшееся произведение Репина из всех, созданных им до того», а каждое действующее лицо картины «высмотрено в жизни, остро характеризовано и типизировано». Искусствовед Дмитрий Сарабьянов отмечал, что картина явилась «вершиной критического направления в русской живописи», и называл её «поэмой о народной жизни». Отмечая сложность и интересность композиции полотна, искусствовед Алексей Фёдоров-Давыдов писал, что в этом произведении Репину удалось «показать огромную толпу народа как целое и вместе с тем выделить в ней яркие личности действующих персонажей».

## История

### Предшествующие события и работа над картиной

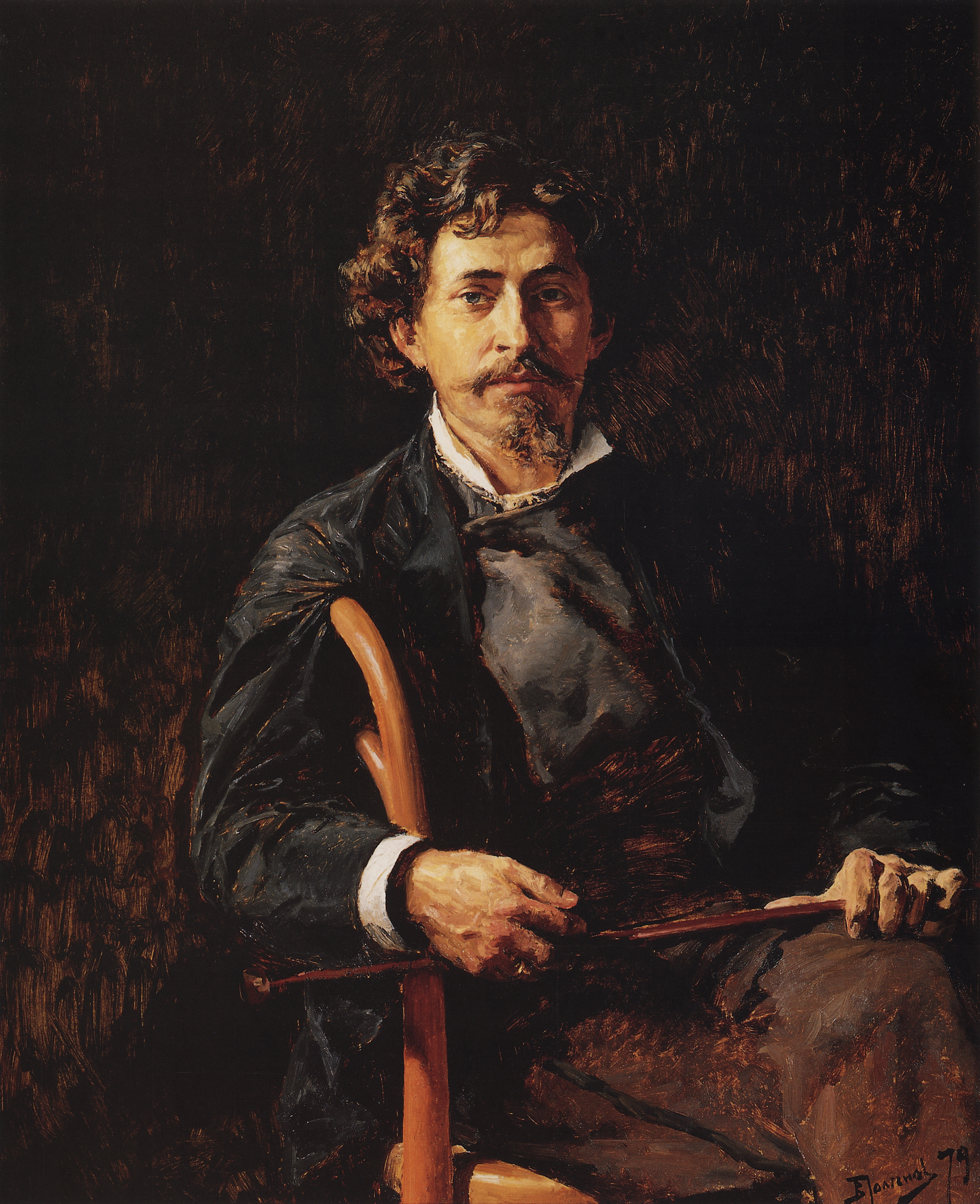
В. Д. Поленов. Портрет И. Е. Репина (1879, ГТГ)

В 1864—1871 годах Илья Репин обучался в Академии художеств, где сначала (до сентября 1864 года) был вольнослушателем, а затем — постоянным учеником. Его наставниками в классе исторической живописи были Фёдор Бруни, Алексей Марков и Пётр Шамшин, он также учился у Петра Басина и Тимофея Неффа. В 1871 году за полотно «Воскрешение дочери Иаира» (ныне в ГРМ) Репин был удостоен большой золотой медали Академии художеств. Вместе с этой наградой он получил звание классного художника 1-й степени, а также право на пенсионерскую поездку за границу. До выезда из России Репин закончил большое полотно «Бурлаки на Волге» (ныне в ГРМ), над которым он работал в 1870—1873 годах. В 1873 году художник побывал в Австро-Венгрии и Италии, а затем обосновался во Франции, где жил и работал до лета 1876 года.
В июле 1876 года Репин вернулся из Парижа в Санкт-Петербург, а в октябре того же года он вместе с семьёй отправился в свой родной город Чугуев, расположенный в Харьковской губернии, где (с небольшими перерывами) прожил до начала осени 1877 года. Именно во время пребывания в Чугуеве зародился сюжет будущей картины, изображающей крестный ход. В письме к критику Владимиру Стасову от 29 марта 1877 года Репин писал: «Я удивительно стал спокоен с тех пор, как нашёл, наконец, себе „идею“, сюжет для картины, над которым займусь теперь года три, — очень стоит. Но никому не скажу, пока не кончу картины, писать её буду в Москве…». В Москву Репин возвратился в сентябре 1877 года.
В 1877 году был написан так называемый «первоначальный эскиз» картины «Крестный ход» (ныне в ГРМ). Изображённая на нём процессия немноголюдна, а в центре композиции показаны толчея вокруг чудотворной иконы и «драка из-за того, кому её нести». По-видимому, такое решение сюжета не удовлетворило художника, и в 1877—1878 годах он взялся за второй вариант, в котором действие происходило в дубовом лесу. С этим вариантом связан эскиз 1878 года «Крестный ход в дубовом лесу. Явленная икона» (ныне в ГТГ), а также одноимённое большое полотно (ныне в Галерее современного искусства в Градце-Кралове, Чехия), которое впоследствии неоднократно переделывалось художником (последний вариант датируется 1924 годом). Художник Иван Крамской в письме от 21 января 1878 года так комментировал сюжет «Несение чудотворной иконы», за который взялся Репин: «…это вещь, вперёд говорю, что это колоссально! Прелесть! И народу видимо-невидимо, и солнце, и пыль, ах, как это хорошо, и хотя в лесу, но это ничего не исключает, а, пожалуй, только увеличивает. Давай Вам бог! Вы напали на золотоносную жилу. Радуюсь».
Первоначальный эскиз «Крестного хода» и версии «в дубовом лесу»
На 6-й выставке Товарищества передвижных художественных выставок («передвижников»), открывшейся 9 марта 1878 года в Санкт-Петербурге, экспонировались четыре работы Репина, в том числе полотно «Протодиакон» (1877, ныне в ГТГ), моделью для которого послужил дьякон соборной церкви Чугуева Иван Уланов. Изначально этот портрет был задуман как этюд для картины «Крестный ход в дубовом лесу», но затем приобрёл значение «не только самостоятельного портрета, но и картинного образа». Во время выставки, 14 марта 1878 года, Репин был избран действительным членом Товарищества.

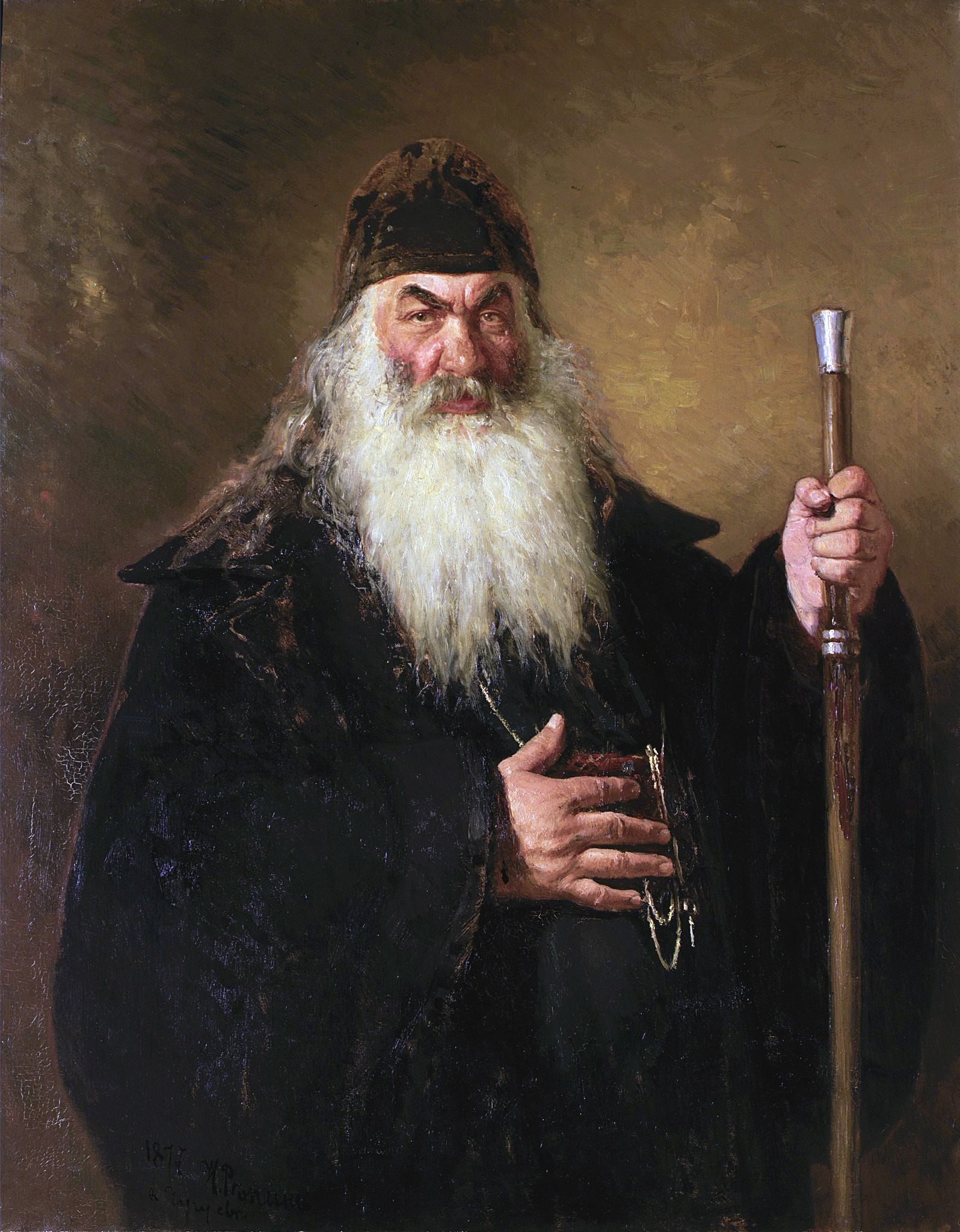
И. Е. Репин. Протодиакон (1877, ГТГ)

7 октября 1880 года в мастерской у Репина побывал писатель Лев Толстой. Он внимательно осмотрел находившиеся там картины, включая тот вариант «Крестного хода», над которым в то время работал художник (по всей видимости, это была версия «в дубовом лесу», поскольку впоследствии, вспоминая об этой встрече с Репиным, Толстой называл картину «Крестный ход в лесу»). В письме к Владимиру Стасову от 17 октября 1880 года Репин сообщал: «„Крестный ход“ ему [Толстому] очень понравился как картина, но он сказал, что удивляется, как мог я взять такой избитый, истрёпанный сюжет, в котором он не видит ровно ничего; и знаете ли, ведь он прав!». Толстой же, описывая этот эпизод в 1894 году, писал: «Помню, знаменитый художник живописи показывал мне свою картину, изображавшую религиозную процессию. Всё было превосходно написано, но не было видно никакого отношения художника к своему предмету».
Работа над новым вариантом картины, получившим название «Крестный ход в Курской губернии», была начата в 1880 году в Москве, а завершена в 1883 году в Санкт-Петербурге. Во время работы над полотном, в июле 1881 года, Репин ездил в Коренную пустынь под Курском, которая была знаменита своим крестным ходом. Кроме этого, он посетил Киев, а также Чернигов, где наблюдал крестный ход из Троицкого монастыря. Сроки окончания работы над картиной раз за разом переносились — это можно проследить по письмам Репина к Стасову. В письме от 9 августа 1881 года художник писал: «Эту зиму я, к моей печали, останусь ещё в Москве, надобно здесь покончить „Крестный ход“, а то, пожалуй, он будет совсем брошен». В письме от 31 октября 1881 года Репин писал: «Вожусь всё с „Крестным ходом“, да, кажется, и в эту зиму не кончу, много работы!!», а в письме от 7 декабря того же года сообщал, что «Крестный ход» «не будет готов и в эту зиму», «в Петербурге кончать придётся». Через несколько месяцев, в письме от 28 апреля 1882 года, художник писал: «„Крестным ходом“ я займусь летом и буду кончать его в Третьяковской галерее, где есть теперь пустые залы вновь прибавленного помещения для картин…»
Летом 1880 года Репин жил в Абрамцево. По некоторым сведениям, именно в тех краях, у монастыря в Хотьково, он нашёл натурщика, с которого создал этюды для горбуна — одного из главных действующих лиц будущего полотна. Летние месяцы 1881 и 1882 годов художник провёл на даче в Хотьково. Там он писал дополнительные этюды к картине — в частности, те, которые требовали яркого солнечного освещения. В письме к Павлу Третьякову от 23 августа 1881 года Репин сообщал: «Эту неделю я работал всё на солнце, с большим успехом: сделал самые трудные, во всех отношениях, этюды риз дьякона и причетника; да ещё интересный странник попался (мимо шёл); но зато ужасно я устал за эту неделю. Если бы с таким успехом удалось проработать хотя половину сентября, то я собрал бы все материалы для крестного хода». В сентябре 1882 года Репин переехал в Санкт-Петербург, сняв квартиру на Екатерингофском проспекте. Там же зимой 1882/1883 годов была закончена работа над полотном.

### 11-я передвижная выставка и продажа картины
Картина «Крестный ход в Курской губернии» была представлена на 11-й выставке Товарищества передвижных художественных выставок («передвижников»), открывшейся 2 марта 1883 года в Санкт-Петербурге, а в апреле того же года переехавшей в Москву. На выставке также были представлены и другие произведения Репина — «Вернулся!» (или «Возвращение с войны», 1877, ныне в Эстонском художественном музее), «„На Родину“. Герой минувшей войны» (1878, ныне в ГТГ), «Ратник XVII века» (1879, ныне в ГТГ), «Поприщин» (персонаж «Записок сумасшедшего» Гоголя, 1882, ныне в Киевской картинной галерее) и «Бурлак» (этюд, 1870).
В статье «Заметки о передвижной выставке», вышедшей в журнале «Художественное слово» (№ 7 за 1883 год), критик Владимир Стасов дал высокую оценку полотну «Крестный ход», назвав его «одним из лучших торжеств современного искусства». В журнале «Живописное обозрение» (№ 12 за 1883 год) литературовед и писатель Пётр Полевой отметил, что в произведении Репина перед зрителем представлена «Русь, во всём её величии и во всём её будничном безобразии». Однако далеко не все отклики, появившиеся во время выставки, были однозначно положительными. В частности, искусствовед Андрей Сомов писал, что вместо «глубокого религиозного настроения» он увидел лишь «одну суетню» и «пристрастие к обрядности», а писатель Дмитрий Стахеев называл полотно «сценой из нашей больной русской жизни», содержащей «неумелую ложь» и «несправедливое обличение».
В том же 1883 году полотно «Крестный ход в Курской губернии» было куплено у автора Павлом Третьяковым — это произошло либо непосредственно перед выставкой, либо в самом её начале. По какой-то причине Третьяков просил Репина не упоминать о том, что картина уже продана, — в письме от 6 марта 1883 года он писал: «Удержитесь кому-либо говорить, что я купил Вашу картину „Крестный ход“: это будет очень любопытно; а что я купил её за десять тысяч рублей, будет тому доказательством это письмо…», а в письме от 11 марта уточнял, что «это была не прихоть, а нужда, до 20—22 марта это было мне необходимо». В письме от 12 марта Репин писал Третьякову, что из-за секрета, связанного с продажей картины, вышла слишком большая канитель и что он «закаялся впредь секретничать», а полотно объявил проданным, «хотя не сказал кому». В конце концов дела, связанные с продажей картины, были улажены, и Репин договорился с Третьяковым, что первая половина суммы будет уплачена на Страстной неделе, а вторая — «по возвращении картины из путешествия в Москву».

### Последующие события

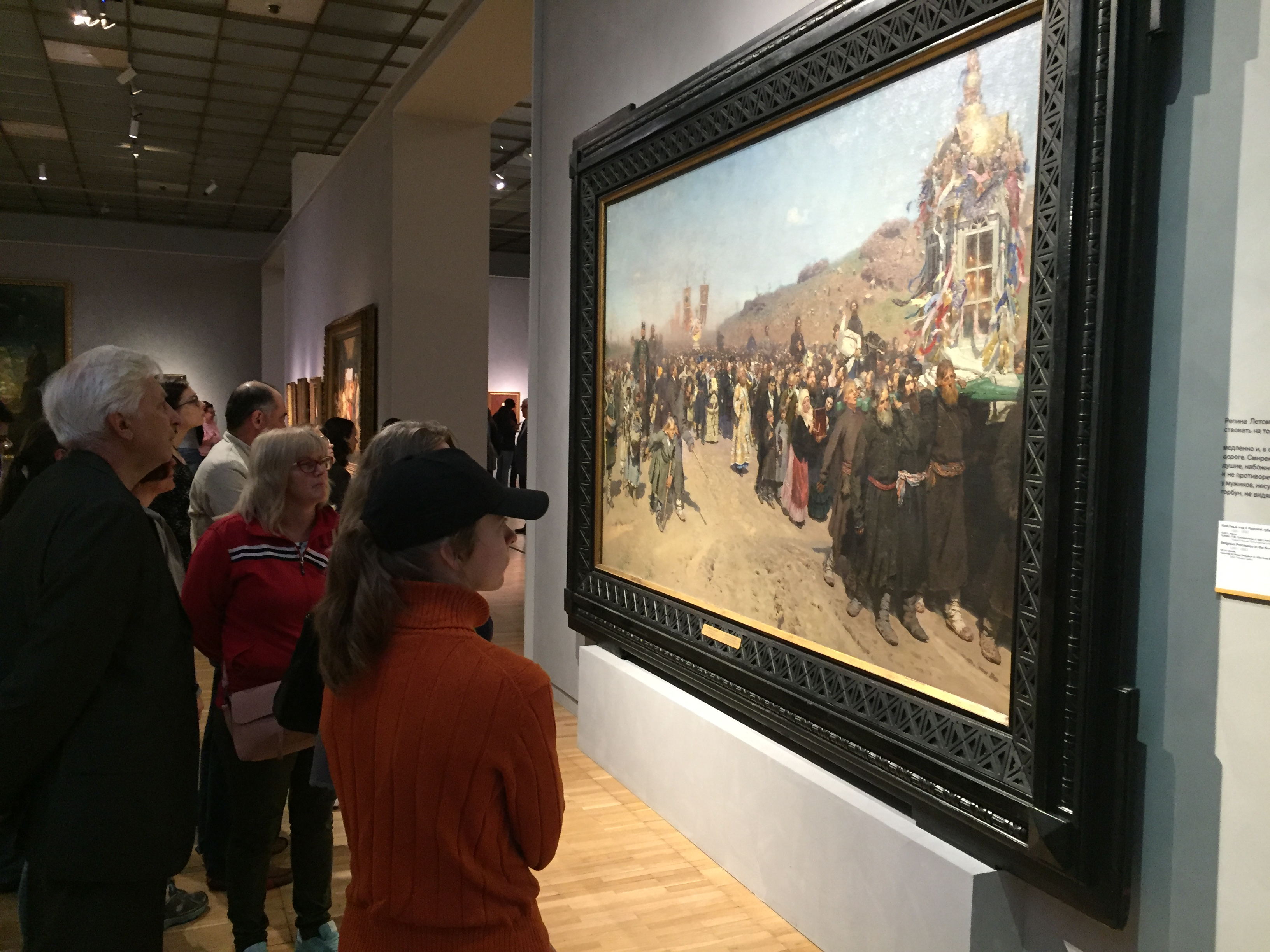
Картина «Крестный ход в Курской губернии» на выставке 2019 года в Новой Третьяковке

После окончания 11-й передвижной выставки картина «Крестный ход в Курской губернии» находилась в Третьяковской галерее. По воспоминаниям хранителя галереи Николая Мудрогеля, ряд поправок к своим произведениям Илья Репин совершил в отсутствие Павла Третьякова, сказав работникам: «Вы не беспокойтесь. Я говорил с Павлом Михайловичем о поправке лица на картине „Не ждали“. Он знает, что я собираюсь сделать». Помимо этого, Репин внёс изменения в полотно «Иван Грозный и сын его Иван», а также в «Крестный ход», где он «прибавил много пыли над головами толпы» и «„запылил“ весь задний план». Третьякову все эти поправки не понравились: он считал, что Репин испортил свои картины.
Картина «Крестный ход в Курской губернии» экспонировалась на ряде выставок в СССР и России, в том числе на персональных выставках Репина, состоявшихся в 1924 и 1936 годах в Государственной Третьяковской галерее в Москве, в 1937 году в Государственном Русском музее в Ленинграде и в 1957—1958 годах в Москве и Ленинграде, а также на московской части юбилейной, посвящённой 150-летию со дня рождения художника выставки, проходившей в 1994—1995 годах в Москве и Санкт-Петербурге. В 1971—1972 годах полотно принимало участие в приуроченной к столетию ТПХВ выставке «Передвижники в Государственной Третьяковской галерее», проходившей в Москве. Оно также было одним из экспонатов юбилейной выставки к 175-летию со дня рождения Репина, проходившей с марта по август 2019 года в Новой Третьяковке на Крымском Валу, а затем, с октября 2019 года по март 2020 года, — в корпусе Бенуа Государственного Русского музея в Санкт-Петербурге.
Полотно также неоднократно экспонировалось в Западной Европе: в 2005—2006 годах — на проходившей в музее Орсе в Париже выставке русского искусства второй половины XIX века, в 2007 году — на организованной в Бонне выставке «Душа России», а в 2018—2019 годах — на проходившей в музеях Ватикана выставке «Русский путь: от Дионисия до Малевича». С марта по август 2021 года картина принимала участие в персональной выставке Ильи Репина, проходившей в Атенеуме в Хельсинки. С октября 2021 года по январь 2022 года эта экспозиция продолжилась в Пти-Пале в Париже.

## Описание

### Сюжет и композиция
На картине изображён крестный ход в честь особо почитаемой Курской Коренной иконы Божией Матери, совершаемый ежегодно в 9-ю пятницу по Пасхе и идущий из Курского Знаменского монастыря в Коренную пустынь. В дореволюционные годы крестный ход из Курска в Коренную пустынь был самым многолюдным в России, собирая до 80 тысяч человек.

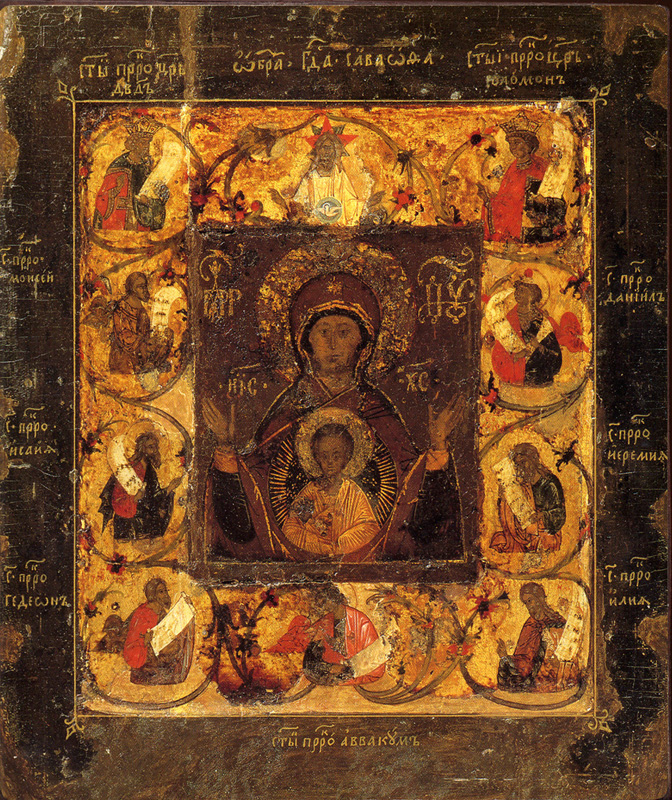
Курская Коренная икона Божией Матери (без оклада)

Из глубины картины на зрителя движется людской поток. Впереди (в правой части картины) идут крестьяне и несут на плечах накрытый позолоченным куполом фонарь, украшенный пёстрыми лентами. За ними две женщины несут пустой чехол от иконы — киот, далее идут певчие и рыжеволосый дьякон. Почитаемую икону несёт богато одетая помещица, а далее следуют священники, мещане, военные, купцы и крестьяне, несущие ещё один фонарь и хоругви. По краям процессия оцеплена конными сотскими и урядниками, которые следят за порядком и охраняют проход от толпы бедняков. Во главе группы паломников, изображённых в левой части картины, находится молодой горбун-инвалид, которому палкой преграждают путь к священной иконе.
Композиция картины сложна и интересна: художнику удалось решить непростую задачу — показать громадную толпу народа как целое и в то же время выделить в ней яркую индивидуальность отдельных персонажей (исследователи утверждают, что в «Крестном ходе» более 70 фигур имеют «яркую выразительную характеристику»). На дальнем плане изображена огромная масса народа, поступательное движение которой подчёркнуто фигурами сотских и урядников, а также колыхающимися на ветру хоругвями. На среднем плане толпа расщепляется. Крестьяне, несущие фонарь, и следующие за ними певчие уходят по диагонали направо, открывая центр, в котором находятся дьякон, идущая за ним помещица с иконой, а также окружающие её люди. В левой части изображена бедная часть толпы — странники и страницы, а также находящийся во главе этой группы горбун, чьё столкновение с охранником вынесено на авансцену как один из важнейших моментов всей композиции. Таким образом, по словам Алексея Фёдорова-Давыдова, «получаются три группы по трём точкам открывающегося впереди треугольником свободного пространства» — «эти три центра и держат композицию, но, будучи неравновеликими, не ослабляют динамики общего движения процессии». При таком построении зритель как бы оказывается близко к краю свободного пространства, что позволяет ему видеть как главных действующих лиц, так и всю движущуюся массу народа в целом.
Окружающий пейзаж органично входит в образный строй полотна. В отличие от версии «в дубовом лесу», в «Крестном ходе в Курской губернии» действие происходит на фоне склона холма, усеянного пнями вырубленного леса. Это изменение было созвучно чугуевским впечатлениям художника, изложенным в его письме к Владимиру Стасову от 10 октября 1876 года: «Не спят только эксплуататоры края, кулаки! Они повырубили мои любимые леса, где столько у меня детских воспоминаний…» Изображённый на картине пейзаж, способствуя живописному разрешению идейного замысла, «вместе с тем является удачно найденным естественным местом развития действия, не конкурирующим с сюжетной частью».
Полотно написано согласно законам пленэрной живописи, в серебристой гамме, с чередованием холодных и тёплых тонов. Общая гамма полотна — светлая, при этом яркий солнечный свет жаркого дня сохраняет чёткость и не смягчает очертаний фигур. Полуденное солнце находится высоко, немного левее центра полотна — об этом можно судить по коротким теням на песке. Определяющими факторами колорита являются голубой тон неба и золотисто-жёлтый тон песка, что приводит к чистоте встречающихся в разных местах полотна пятен чёрного цвета. По мнению искусствоведа Ольги Лясковской, «исключительное колористическое богатство картины зависит главным образом от верности тональных отношений (взятых с учётом характера освещения и рефлексов) всех её частей, включая детали». Ритмически повторяются светлые (золотистые и бледно-жёлтые) пятна — верхняя часть фонаря, платок женщины с киотом, золотой стихарь дьякона, жёлтое платье помещицы и ещё один фонарь вдали. Эти пятна в сочетании с красным передником мещанки с киотом оживляют в целом относительно бескрасочную толпу.

### Действующие лица
Среди несущих фонарь мужиков, изображённых у правого края полотна, есть и пожилые крестьяне, идущие важно и степенно, и молодой светловолосый парень, самозабвенно размахивающий рукой при ходьбе. Художник подчёркивает «деловитость и хозяйскую серьёзность, с которой крестьяне совершают этот „священный обряд“». По словам Владимира Стасова, «у них всех лица важные, серьёзные, полные достоинства; они настоящие индийцы буддийской процессии на берегах Ганга», и только самый молодой из них «ужасно обеспокоен и развлечён»: ему приходится болтать головой, чтобы убрать с глаз прядь волос, мешающую смотреть вперёд.
За крестьянами идут две мещанки — пожилая женщина и «молодая бабёнка», которые бережно несут пустой киот от иконы, с благоговением склонившись над ним. Согласно описанию Стасова, одна из них — бедная старая чиновница, а другая — «кухарка или горничная, в красном переднике и суконной кофте». Павел Третьяков в письме к Репину от 6 марта 1883 года настойчиво предлагал художнику внести изменения в эту фигуру: «…мне кажется, было бы очень хорошо на место бабы с футляром поместить прекрасную молодую девушку, которая бы несла этот футляр с верою и даже с восторгом (не забудьте, что это прежний ход, а и теперь ещё есть глубоко верующие); вообще избегните всего карикатурного и проникните все фигуры верою, тогда это будет действительно глубоко русская картина!». В письме от 8 марта Репин отвечал Третьякову, что с этим он согласиться не может. Он писал: «Для меня выше всего правда, посмотрите-ка в толпу, где угодно, — много Вы встретите красивых лиц, да ещё непременно, для Вашего удовольствия, вылезших на первый план?». По мнению Репина, «в картине можно оставить только такое лицо, которое ею в общем смысле художественном терпится…».
Фрагменты картины «Крестный ход в Курской губернии»
За женщинами с киотом идут певчие, «усердно голосящие» многократно прорепетированные песнопения. Среди них находятся деревенские мальчики, сопровождаемые двумя дьячками. Один из них — старый дьячок — «лысый и бронзовый, немножко ещё дикарь», одетый в старинный костюм, а другой, помоложе, — «новейший дьячок», в более современном сюртуке и с «европейским вылощенным лицом». Между ними видна голова поющего худого юноши, взявшегося рукой за ворот рубахи, правее него изображён зажиточный крестьянин с окладистой бородой.
Далее шествует рыжеволосый дьякон с кадилом, одетый в золотистый стихарь. В отличие от психологически сложных персонажей, представленных на картинах «Протодиакон» и «Крестный ход в дубовом лесу», здесь он заменён «более нейтральным образом ленивого, слегка кокетливого красавца», на ходу поправляющего свои «пышные завитые волосы». Несмотря на относительно молодой возраст дьякона, в его образе чувствуются излишняя рыхлость и изнеженность.
За дьяконом, в глубине картины, находится центральная группа — «группа знати». Икону в золотом окладе несёт помещица — полная женщина небольшого роста, одетая в длинное желтоватое платье и голубую шёлковую шляпу в цветочек. По словам искусствоведа Дмитрия Сарабьянова, «барыня держится так, будто и сама богородица и все остальные должны потакать её самодурству и капризам», она не обращает внимания на окружающих и «полна лишь мыслями о самой себе». Помещицу охраняет сотский с палкой в руке. С другой стороны от неё идёт откупщик с золотой цепью — по описанию Владимира Стасова, «местное самое влиятельное лицо», «теперь золотой мешок, уже в немецком сюртуке, но явно из мужиков, грубый, нахальный, беспардонный кулак». За помещицей видны головы священников в синих камилавках и скуфейках, а также фигуры молодого барина и отставного военного, капитана или майора, «без эполет, но в форменном сюртуке».
Фрагменты картины «Крестный ход в Курской губернии»
В левой части картины находится бедная часть толпы — «странники и странницы, в лаптях и онучах, с палками и жезлами, с лямками и котомками, в сермягах и отрепьях». На левом срезе полотна изображён паломник, повернувший голову в сторону торжественного шествия. В его фигуре подчёркнуты спокойствие и чувство собственного достоинства. Правее него находятся две паломницы. Изображая их забитость и убогость, художник тем не менее «относится к ним с большой теплотой», избегая «гротескной резкости» в трактовке их образов.
Впереди толпы бедняков целеустремлённо идёт горбун, опираясь на костыль. Глаза горбуна прищурены, длинные пряди светлых волос рассыпаны по его плечам, «лицо его озарено непреклонной решимостью и уверенностью, не знающей колебаний». Чтобы горбун не прорвался к центру шествия, где находится икона, ему преграждает путь палкой стоящий в цепи крестьянин. Образ горбуна был одним из любимейших у Репина — для него было создано несколько живописных и графических этюдов. По словам искусствоведа Николая Машковцева, среди персонажей репинской картины горбун «представляет такую же крайнюю точку, как знаменитый раб в ивановском „Явлении Мессии“», — как и раб, «он собирает внимание зрителя, являясь одним из главных узлов композиции и определённым психологическим центром». Искусствовед Александр Замошкин писал: «Горбун — персонаж, внешне кажущийся побочным, является центральным в картине. Он с большим мастерством включён в широко эпический план всего шествия и является важным „узлом“ композиции. В нём сконцентрировано внутреннее напряжение произведения, он освещает собой подлинно народный поток, как бы возглавляя его».
За порядком на крестном ходе следят конные сотские и урядники. В правой части картины что-то произошло, и урядник в белой рубахе замахнулся на нарушителя порядка нагайкой. Защищаясь от удара, крестьянин и девушка подняли вверх руки, в то время как едущий рядом сотский равнодушно наблюдает за развитием конфликта. В левой части полотна изображён ещё один урядник, грозящий нагайкой, а перед ним, «подбоченясь и красуясь», на коне едет становой с пышными бакенбардами.

## Эскизы, этюды и варианты

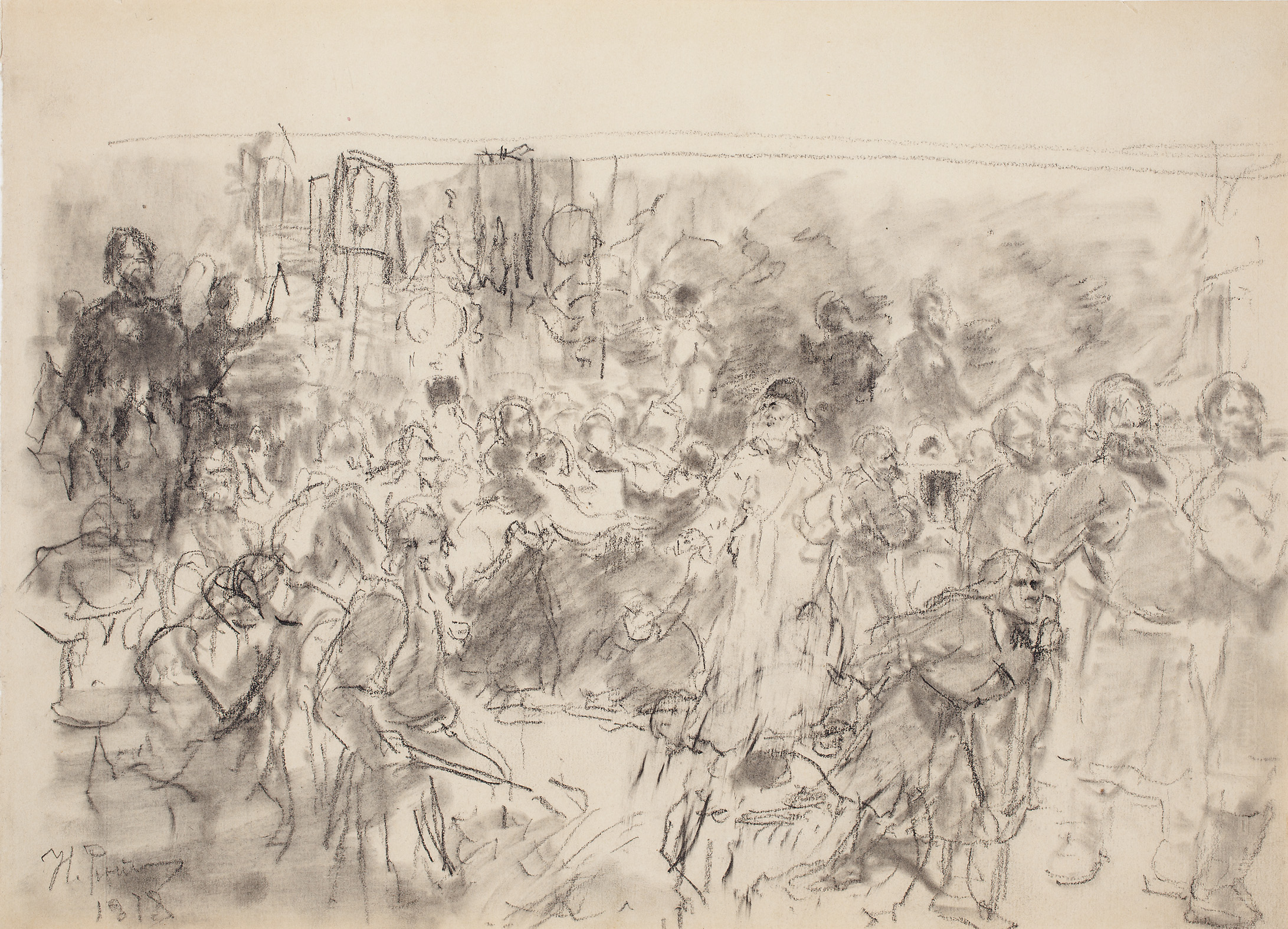
Крестный ход в Курской губернии (набросок, 1878, Атенеум)

В Государственном Русском музее хранится первоначальный эскиз — «Крестный ход» (1877, холст, масло, 37 × 70 см, инв. Ж-4059, поступил в 1921 году из бывшего особняка Бобринских в Петрограде). В Государственной Третьяковской галерее находится эскиз «Крестный ход в дубовом лесу. Явленная икона» (1878, холст, масло, 24,7 × 31,8 см, инв. 6256, ранее находился в собрании Д. В. Высоцкого, поступил в 1924 году из Государственного музейного фонда). Одноимённое большое полотно (1877—1924, холст, масло, 178 × 285,5 см, инв. O-408), к которому относится этот эскиз, ныне хранится в Галерее современного искусства в Градце-Кралове (Чехия). Работа над ним была начата в 1877 году, а закончена в 1888—1889 годах; оно было представлено на персональной выставке Репина 1891 года (там же экспонировались 28 этюдов для него). Впоследствии полотно «Крестный ход в дубовом лесу. Явленная икона» переделывалось художником в 1916 и 1924 годах.
Из эскизов к полотну «Крестный ход в Курской губернии» известен набросок, хранящийся в художественном музее Атенеум в Хельсинки (1878, бумага, графитный карандаш, уголь, 22,2 × 30,6 см, инв. A III 1754:39). Также упоминался эскиз или этюд, который, по состоянию на 1941 год, находился в усадьбе-музее Репина «Пенаты» в Куоккале (ныне Репино).
В Третьяковской галерее хранятся четыре живописных этюда для картины «Крестный ход в Курской губернии» — «Богомолки-странницы» (1878, холст, масло, 73,3 × 54,5 см, инв. 5846, из собрания П. И. Харитоненко и В. А. Харитоненко, поступил в 1925 году из Наркоминдела СССР), «Летний пейзаж в Курской губернии» (1881, картон, масло, 14 × 20 см, инв. Ж-277, из собрания Р. Е. Ратнера и Б. Р. Ратнера, приобретён в 1962 году), «Голова горбуна» (1881, холст, масло, 23 × 17 см, инв. 11164, из собрания И. С. Остроухова, поступил в 1929 году из Музея Остроухова) и «Горбун» (1881, холст, масло, 64,4 × 53,4 см, инв. 729, приобретён Павлом Третьяковым у автора в 1882 году).
В Государственном Русском музее находятся два этюда для картины «Крестный ход в Курской губернии», выполненные маслом на холсте, — «Крестьянин» (1878, 41 × 33 см, инв. Ж-9269, поступил в 1977 году из Куйбышевского райфинотдела Ленинграда) и «Крестьянин в армяке. Женщина в платке» (1880, 33,5 × 28 см, инв. Ж-12181, поступил в 2007 году от Н. П. Ивашкевич).
Живописные этюды для картины «Крестный ход в Курской губернии»
В Киевской картинной галерее (ранее — Киевский музей русского искусства) хранится этюд «Голова крестьянина», или «Голова сельского старосты» (конец 1870-х — начало 1880-х, холст, масло, 54 × 49 см, инв. Ж-144), который был использован Репиным для головы сотского старосты, идущего рядом с помещицей, несущей икону. В коллекции Тамбовской областной картинной галереи находится недатированный эскиз «Крестьянин» (холст, масло, 25,5 × 18,5 см, инв. Ж-167), а в музее-заповеднике «Абрамцево» — эскиз «Старик-крестьянин, девушка в розовом и молодая крестьянка в сером платке» (начало 1880-х, холст, масло, 36,2 × 28,5 см, инв. Ж-258, приобретён у А. В. Гордона, поступил в музей в 1966 году).
Живописные этюды для картины «Крестный ход в Курской губернии»
В процессе работы над картиной Репиным был создан ряд графических этюдов, в том числе карандашные наброски, акварельные рисунки и сепии. Несколько этюдов относятся к работе над образом горбуна: «Горбун» (1880, картон, акварель, графитный карандаш, 30,8 × 22,2 см, ГРМ, инв. Р-7809), «Горбун» (1881, бумага жёлтая, сепия, акварель, графитный карандаш, 32,5 × 23,1 см, ГТГ, инв. 7335), «Горбун» (1882, бумага коричневатая, графитный карандаш, 32,5 × 23,2 см, ГРМ, инв. Р-7937). Есть этюды и для других действующих лиц — «Паломник» (1881, бумага, акварель, графитный карандаш, 30 × 22 см, ГТГ, инв. 768), «Старик с иконой» (1881—1882, бумага коричневая, графитный карандаш, растушка, 33 × 23,2 см, ГТГ, инв. Р-1315) и «Ефим Иванов с Мясницкой улицы» (1881—1882, бумага, графитный карандаш, 29 × 20 см, ГТГ, инв. Р-680).
Графические этюды для картины «Крестный ход в Курской губернии»

## Отзывы
Среди множества полотен, экспонировавшихся на 11-й передвижной выставке, художественный критик Владимир Стасов особое внимание уделил произведениям Ильи Репина «Крестный ход в Курской губернии» и «Поприщин». По мнению Стасова, картина «Крестный ход», громадная в ширину и «с целым народонаселением на сцене», — «достойный товарищ» появившимся ранее репинским «Бурлакам на Волге»: «та же правда, та же глубокая национальность и тот же поразительный талант», а также «шествие целой толпы народной, разношёрстной, разнохарактерной, разнотипичной». Давая подробное описание действующих лиц полотна «Крестный ход», Стасов писал, что «всё это вместе, двигающееся прямо на зрителя издали огромной разрастающейся процессией, — это одно из лучших торжеств современного искусства».
Художник и искусствовед Игорь Грабарь в своей монографии о Репине писал, что «Крестный ход в Курской губернии» — «наиболее зрелое и удавшееся произведение Репина из всех, созданных им до того». Отмечая длительную и скрупулёзную работу, проделанную художником в процессе создания этого полотна, Грабарь писал, что каждое действующее лицо картины «высмотрено в жизни, остро характеризовано и типизировано», причём не только на первом плане, но и вдали, где «эта толпа не нивелирована, как задние планы всех картин, изображающих толпу, и там она живёт, дышит, движется, действует». По словам Грабаря, чем больше всматриваешься в репинских персонажей (как главных, так и второстепенных), «тем более изумляешься их разнообразию, неходульности и меткости, с какой художник их выхватил из жизни».

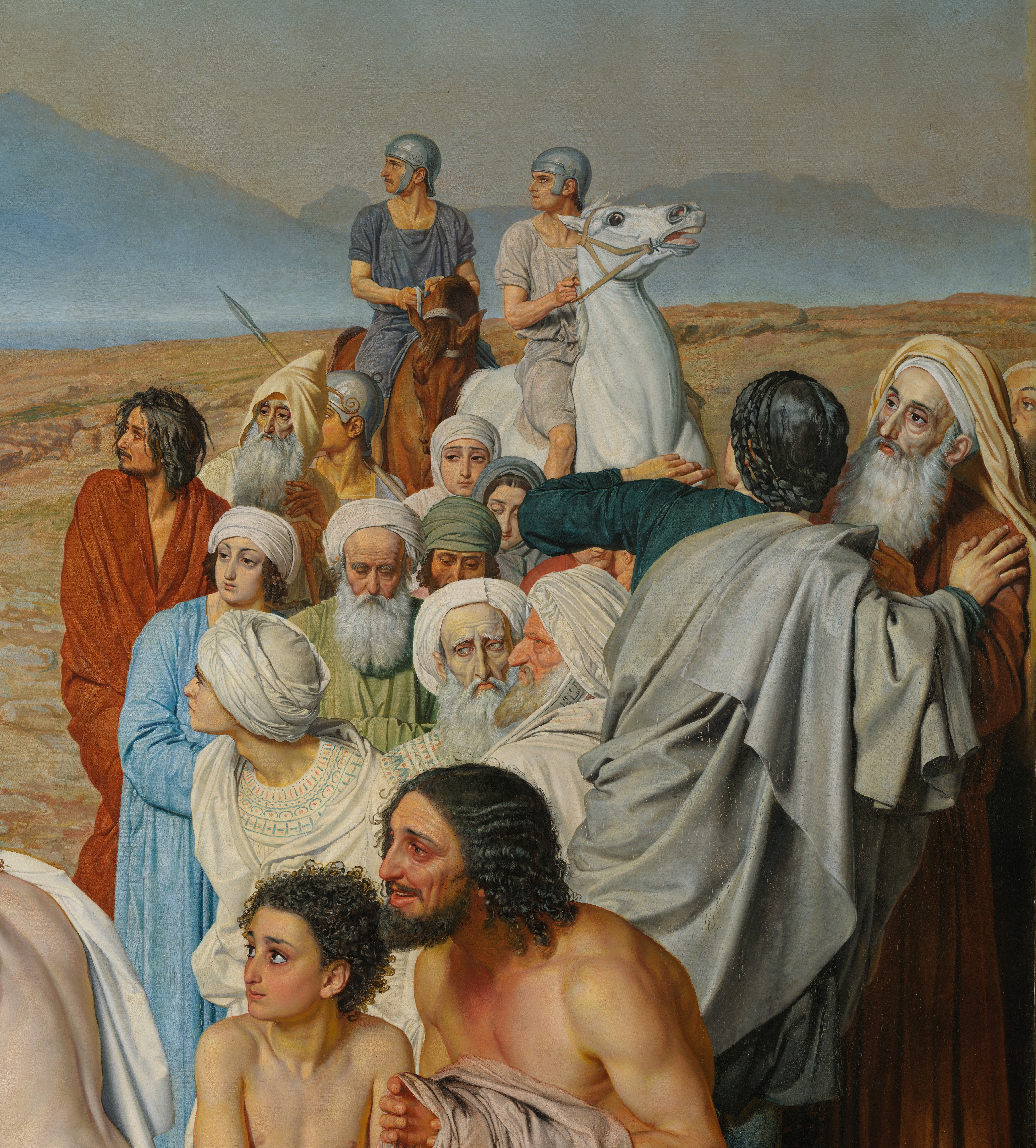
Фрагмент картины А. А. Иванова «Явление Христа народу» с возвышающимися на заднем плане римскими всадниками

В книге, вышедшей в 1955 году, искусствовед Дмитрий Сарабьянов, с одной стороны, отмечал, что картина «Крестный ход в Курской губернии» явилась «вершиной критического направления в русской живописи» и «кульминационным пунктом критических тенденций русского изобразительного искусства». С другой стороны, по словам Сарабьянова, полотно Репина — это «поэма о народной жизни», в которой художник «раскрыл духовные качества народа, показал его моральную высоту». Таким образом, по мнению искусствоведа, сила репинского произведения состоит «в единстве критических и положительных тенденций».
Искусствовед Алексей Фёдоров-Давыдов писал, что в картине «Крестный ход в Курской губернии» «действующим лицом является масса, толпа, в богатстве своих типов и характеров». По его словам, художник создал монументальное полотно, которое по его значению можно сравнить с поэмой Николая Некрасова «Кому на Руси жить хорошо». Из персонажей Фёдоров-Давыдов особо выделял горбуна, называя его образ «вершиной передвижнического психологизма и гуманизма», «высшим проявлением единства этики и эстетики в искусстве передвижников». Отмечая сложность и интересность композиции полотна, Фёдоров-Давыдов писал, что в этом произведении Репину удалось «показать огромную толпу народа как целое и вместе с тем выделить в ней яркие личности действующих персонажей».
Искусствовед Аркадий Ипполитов, представляя «Крестный ход в Курской губернии» на выставке «Русский путь» в Ватикане в 2018 году, отмечал тесную связь картины Репина с полотном Александра Иванова «Явление Христа народу» (1837—1857). В частности, по словам Ипполитова, оба произведения являются «символическими образами России», при этом в полотне Репина «всё завязано на парящих над головами шествия иконах и ковчеге, несомом народом на плечах», а над всей толпой возвышается фуражка урядника, аналогично шлемам римских легионеров, которые являются самой высокой точкой композиции в картине Иванова.

## Комментарии
1. ↑  Для датировки событий, происходивших в Российской империи, используется юлианский календарь («старый стиль»).